# Campeonato Mundial de Luge de 1967
O Campeonato Mundial de Luge de 1967 foi a 10ª edição da competição e foi disputada entre os dias 18 e 19 de fevereiro em Hammarstrand, Suécia.

## Medalhistas
| Evento                        | Ouro                                              | Prata                                  | Bronze                               |
| Individual masculino detalhes | DDR Thomas Köhler                                 | DDR Klaus Bonsack                      | AUT Josef Feistmantl                 |
| Individual feminino detalhes  | DDR Ortrun Enderlein                              | DDR Petra Tierlich                     | AUT Helene Thurner                   |
| Duplas detalhes               | DDR Alemanha Oriental Klaus Bonsack Thomas Köhler | AUT Áustria Manfred Schmid Ewald Walch | ITA Itália Siegfried Mair Ernst Mair |

## Quadro de medalhas
| Ordem | País              |   |   |   |   |
| 1     | Alemanha Oriental | 3 | 2 |   | 5 |
| 2     | Áustria           |   | 1 | 2 | 3 |
| 3     | Itália            |   |   | 1 | 1 |
| 4     | Suécia            |   |   |   | 0 |